# Francisco Javier Álvarez Rodríguez
Francisco Javier Álvarez Rodríguez (Socovos, 21 de enero de 1998) es un futbolista español que juega como centrocampista en el Widzew Łódź de la Ekstraklasa.

## Trayectoria
Formado en la cantera del Villarreal C. F., debutó con el filial el 19 de agosto de 2017 al entrar como suplente en la segunda mitad de una victoria por 0-1 frente al Atlético Baleares en la Segunda División B. El 16 de enero de 2020 se oficializó su incorporación al Real Valladolid para jugar en su filial en la misma categoría.
El 7 de julio de 2021 firmó por el Albacete Balompié de la Primera División RFEF, consiguiendo el ascenso a Segunda División esa misma temporada. El 21 de junio de 2022 renovó su contrato por un año más.
El 28 de junio de 2023 fichó por el Widzew Łódź de la Ekstraklasa.

## Clubes
Actualizado al último partido disputado el 25 de mayo de 2024.
| Club                           | País          | Año           | Partidos | Goles |
| ------------------------------ | ------------- | ------------- | -------- | ----- |
| Villarreal C. F. "C"           | España        | 2017-2018     | 31       | 4     |
| Villarreal C. F. "B"           | España        | 2017-2020     | 33       | 2     |
| Real Valladolid C. F. Promesas | España        | 2020-2021     | 29       | 6     |
| Albacete Balompié              | España        | 2021-2023     | 60       | 4     |
| Widzew Łódź                    | Polonia       | 2023-presente | 31       | 6     |
| Total carrera                  | Total carrera | Total carrera | 184      | 22    |